# Messico ai Giochi della XXXI Olimpiade
Il Messico ha partecipato ai Giochi della XXXI Olimpiade, che si sono svolti a Rio de Janeiro, Brasile, dal 5 al 21 agosto 2016, con una delegazione di 123 atleti impegnati in 27 discipline. Portabandiera alla cerimonia di apertura è stata la ciclista Daniela Campuzano, alla sua prima Olimpiade.
La rappresentativa messicana, alla sua ventitreesima presenza ai Giochi estivi, ha conquistato cinque medaglie: tre d'argento e due di bronzo.

## Medaglie

### Medagliere per disciplina
| Sport              | Oro | Argento | Bronzo | Totale |
| ------------------ | --- | ------- | ------ | ------ |
| Atletica leggera   | 0   | 1       | 0      | 1      |
| Taekwondo          | 0   | 1       | 0      | 1      |
| Tuffi              | 0   | 1       | 0      | 1      |
| Pentathlon moderno | 0   | 0       | 1      | 1      |
| Pugilato           | 0   | 0       | 1      | 1      |
| Totale             | 0   | 3       | 2      | 5      |

### Medaglie
| Medaglia | Atleta                   | Sport              | Evento             |
| -------- | ------------------------ | ------------------ | ------------------ |
| Argento  | María Guadalupe González | Atletica leggera   | Marcia 20 km       |
| Argento  | Germán Sánchez           | Tuffi              | Piattaforma 10 m   |
| Argento  | María Espinoza           | Taekwondo          | +67 kg             |
| Bronzo   | Ismael Hernández         | Pentathlon moderno | Gara maschile      |
| Bronzo   | Misael Rodríguez         | Pugilato           | Pesi medi maschile |